# Charles Bénézit
Pour les articles homonymes, voir Bénézit.
Charles Bénézit, né à Rennes le 23 novembre 1815 et mort le 10 juillet 1900 à Paris, est un musicien, compositeur, chanteur d'opérette français et professeur de chant.

## Biographie
Marc Charles Bénézit naît à Rennes le 23 novembre 1815,. Il est le fils naturel de Caroline Bénézit-Constant.
Compositeur et musicien, il est recruté par Leconte de Lisle pour travailler sous sa direction au journal La Variété, qui paraîtra pour huit numéros. L'humoriste Nicolas Mille, leur ami commun, y collabore également,.
Il demeure l'ami du poète avec lequel il entretient une correspondance suivie. Sa correspondance avec Leconte de Lisle contient douze lettres de Charles, principalement pour la période 1845-1847. Leconte de Lisle le tenait en haute estime. Évoquant dans son ouvrage leur amitié, Fernand Calmettes le décrit ainsi : « Quant à Bénézit, assez laid, la barbe courte, l’œil un peu mort, il était l'homme qui devait toujours arriver au succès et n'arrivait jamais ».
En 1840, il épouse à Rennes Euphrasie Boulanger (née en 1819),.
Charles Bénézit était un fouriériste. Il devient plus tard un ami proche de Victor Hugo. Quand Napoléon III prend le pouvoir en 1851, comme d'autres Français qui partent s'exiler à Jersey, Charles et sa famille quittent la France. Ils sont enregistrés comme  « originaire de France » (« from France ») lors des recensements de Jersey de 1851, 1861 et 1871. Victor Hugo d'abord parti à Bruxelles, finit par rejoindre les autres exilés à Jersey. Bénézit devient un intime de Hugo et conserve cette amitié après le retour de Hugo en France en 1870,,,. Il participe avec lui à des séances de spiritisme.
Charles Bénézit est le père de l'historien de l'art Emmanuel Bénézit, auteur du fameux dictionnaire d'artistes Bénézit, et grand-père d'Emmanuel-Charles Bénézit, fils du précédent, peintre et qui a également collaboré au dictionnaire.
Il est professeur de chant, et vit Avenue de Wagram, avec son fils Charles Léopold. Ce dernier meurt célibataire à l'âge de 41 ans. 
Il est mort à son domicile parisien de la Rue Girardon le 10 juillet 1900, à l'âge de 84 ans. Il est inhumé le 12 juillet au cimetière parisien de Saint-Ouen.

## Carrière musicale
Encouragé par Leconte de Lisle,  Charles Bénézit compose la musique pour deux vaudevilles  M. Mille écrit le texte comique : Les mémoires d'une puce de qualité (une puce de Napoléon Ier !) et L'Orphelin, roman musical.
Il est également l'auteur d'une jacquerie musicale et de Brunhild et Colombanus. Cette œuvre est publiée dans La Pḧalange, « revue de la science sociale ».
Il chante pour l'opérette de Joseph Darcier.

## Œuvres

### Écrits
- Marie Rouault, Rennes, Impr. Péamat, 15 p. (extrait de La Vérité)
- Essai sur la Romance,

### Musicales
- Brunhild et Colombanus, drame historique en 5 actes et 8 parties
- Les mémoires d'une puce de qualité, vaudeville
- L'Orphelin, roman musical, vaudeville